# 达姆施塔特州立剧院
达姆施塔特州立剧院（德语：Staatstheater Darmstadt）是德国黑森州达姆施塔特第一个剧院公司和建筑物，提供歌剧，芭蕾舞，戏剧和音乐会。它由黑森州和达姆施塔特市资助。它的历史始于1711年，最初是达姆施塔特宫殿的宫廷剧场。大约一个世纪之后，剧院向市民开放。建筑师乔治穆勒建造了一个拥有2000座位和高级舞台机械的剧院，于1819年开业。它于1871年烧毁，七年后修复。现在的剧院于1972年开业，命名为州立剧院。